# Air Liquide
Air Liquide nekad L'Air liquide, francuska je industrijska grupa međunarodnog opsega, specijalizirana za industrijske plinove, odnosno plinove za industriju, zdravstvo, okoliš i istraživanja. Prisutan je u osamdeset zemalja svijeta i opslužuje više od 3,6 milijuna kupaca i pacijenata. Skupina Air Liquide uvrštena je na parišku burzu i uključena je u sastav indeksa CAC 40, Euro Stoxx 50 i FTSE4Good.

## Vanjske poveznice
- Air Liquide Group